# Orbitale de type Slater
Les orbitales de type Slater (en anglais Slater-type orbitals, STO) sont des fonctions utilisées comme orbitales atomiques dans les méthodes de combinaison linéaire d'orbitales atomiques. Elles se distinguent par la forme de leur composante radiale, donnée par :
{\displaystyle R(r)=Nr^{n-1}e^{-\zeta r}\,}
où
n joue le rôle du nombre quantique principal, n = 1,2,...,
N est une constante de normalisation,
r est la distance de l'électron au noyau atomique, et
{\displaystyle \zeta } est une constante liée à la charge effective du noyau, souvent estimée à l'aide des règles empiriques proposées par Slater.
Il est courant d'utiliser la forme réelle des harmoniques sphériques dépendante des coordonnées polaires θ et φ comme partie angulaire de l'orbitale de Slater.

Ces fonctions furent ainsi appelées d'après le physicien John Slater qui les introduisit en 1930.
L'énergie totale d'un atome dans une configuration électronique donnée selon Slater est la somme des quantités {\displaystyle -{\frac {\zeta _{i}^{2}}{n_{i}^{2}}}E_{1}} pour chaque électron i du système, où {\displaystyle E_{1}} est l'énergie d'un atome d'hydrogène dans l'état n = 1. En effet cette quantité représente l'énergie de l'électron i dans une orbitale de nombre quantique principal {\displaystyle n_{i}} selon l'approximation de Slater, c'est-à-dire en supposant un atome hydrogénoïde de charge nucléaire effective {\displaystyle \zeta _{i}}. Dans ce modèle, l'électron subit seulement l'attraction du noyau et aucun terme n'est ajouté pour tenir compte de la répulsion interélectronique, qui sert uniquement à modifier les valeurs de {\displaystyle \zeta _{i}}.
L'erreur sur l'énergie totale calculée selon Slater augmente au fur et à mesure que l'on descend dans la classification périodique des éléments ; c'est-à-dire au fur et à mesure que l'on augmente le nombre de couches. Cette énergie totale n'a pas de signification physique, seules les différences d'énergie entre deux états ont un intérêt et peuvent être reliées à des grandeurs expérimentales. Par exemple, elle permet le calcul des énergies d'ionisation ou des énergies d'attachement électronique. Pour le calcul des énergies d'ionisation il faut tenir compte de l'énergie totale de l'élément avant et après ionisation.